# Seznam Laviček Václava Havla
Lavička Václava Havla je projekt pamětních míst věnovaných Václavu Havlovi v podobě dvojice křesel spojených kulatým stolem, jehož středem prorůstá kmen stromu. Zde je jejich seznam.
| Název                                                                    | Poloha                                                                                             | Obrázek                                                                      | Popis | Odkazy                                          |
| ------------------------------------------------------------------------ | -------------------------------------------------------------------------------------------------- | ---------------------------------------------------------------------------- | --- | ----------------------------------------------- |
| Lavička Václava Havla, Washington (Q129943808)                           | Washington, D.C. , Georgetownská univerzita 38°54′26″ s. š., 77°4′15″ z. d.                        |                                                                              | lavička Václava Havla v Washington, D.C., Spojené státy americké, od roku 2013 z roku 2013-10-02                                    |                                                 |
| Lavička Václava Havla, Dublin (Q129943410)                               | Dublin , St. Patrick's Cathedral Park 53°20′24″ s. š., 6°16′14″ z. d.                              |                                                                              | lavička Václava Havla v Dublin, Irsko, od roku 2013 z roku 2013-12-10                                                               | Mapy.cz: osm&id=127728231                       |
| Lavička Václava Havla, Barcelona (Q52005701)                             | Barcelona 41°23′18″ s. š., 2°11′16″ v. d.                                                          | Kategorie „Espai Václav Havel “ na Wikimedia Commons                         | pamětní místo věnované Václavu Havlovi z roku 2014-02-15 připomíná: Václav Havel                                                    |                                                 |
| Lavička Václava Havla, Malá Strana (Q124382678)                          | Malá Strana , Maltézské náměstí k. ú. Malá Strana 50°5′9″ s. š., 14°24′19″ v. d.                   | Kategorie „Lavička Václava Havla (Malá Strana) “ na Wikimedia Commons        | lavička Václava Havla z roku 2014-05-01 připomíná: Václav Havel                                                                     |                                                 |
| Lavička Václava Havla v Českých Budějovicích (Q112182669)                | České Budějovice 2 , Jihočeská univerzita v Českých Budějovicích 48°58′41″ s. š., 14°26′56″ v. d.  | Kategorie „Lavička Václava Havla (České Budějovice) “ na Wikimedia Commons   | památník v Českých Budějovicích z roku 2014-06-11 připomíná: Václav Havel                                                           | Mapy.cz: base&id=1923991                        |
| Havlův koutek, Philadelphia (Q129944167)                                 | Filadelfie , Benjamin Franklin Parkway 39°57′33″ s. š., 75°10′18″ z. d.                            |                                                                              | lavička Václava Havla, památník v Filadelfie, Spojené státy americké, od roku 2014 z roku 2014-08-05                                |                                                 |
| Lavička Václava Havla, Benátky (Q129945096)                              | Metropolitní město Venezia , San Servolo 45°25′8″ s. š., 12°21′25″ v. d.                           |                                                                              | lavička Václava Havla v Metropolitní město Venezia, Itálie, od roku 2014 z roku 2014-09-27                                          |                                                 |
| Lavička Václava Havla, Hradec Králové (Q130060518)                       | Hradec Králové k. ú. Hradec Králové 50°12′59″ s. š., 15°49′17″ v. d.                               |                                                                              | lavička Václava Havla z roku 2014-10-04 připomíná: Václav Havel                                                                     |                                                 |
| Lavička Václava Havla, Plzeň (Q85338582)                                 | Vnitřní Město 49°44′44″ s. š., 13°22′47″ v. d.                                                     | Kategorie „Lavička Václava Havla (Plzeň) “ na Wikimedia Commons              | pamětní místo věnované Václavu Havlovi z roku 2014-10-30 připomíná: Václav Havel                                                    | Mapy.cz: base&id=1924027 Křížky a vetřelci: 703 |
| Lavička Václava Havla, Oxford (Q129945391)                               | Oxford , Oxford University Parks 51°45′50″ s. š., 1°15′7″ z. d.                                    |                                                                              | lavička Václava Havla v Oxford, Spojené království, od roku 2014 z roku 2014-11-06                                                  |                                                 |
| Lavička Václava Havla, Haag (Q129949315)                                 | Haag v ulici Lange Voorhout 52°4′54″ s. š., 4°18′37″ v. d.                                         |                                                                              | lavička Václava Havla v Haag, Nizozemsko, od roku 2014 z roku 2014-11-09                                                            |                                                 |
| Lavička Václava Havla, Nový Bor (Q124429560)                             | Nový Bor 50°45′35″ s. š., 14°33′26″ v. d.                                                          | Kategorie „Lavička Václava Havla (Nový Bor) “ na Wikimedia Commons           | lavička Václava Havla z roku 2014-11-19 připomíná: Václav Havel                                                                     |                                                 |
| Lavička Václava Havla, Portland (Q124414309)                             | Portland 45°27′6″ s. š., 122°40′4″ z. d.                                                           | Kategorie „Havel's Place (Portland) “ na Wikimedia Commons                   | památník z roku 2015-05-09 připomíná: Václav Havel                                                                                  |                                                 |
| Lavička Václava Havla v Karlových Varech (Q80373272)                     | Karlovy Vary , Sady Karla IV. k. ú. Karlovy Vary 50°13′10″ s. š., 12°52′49″ v. d.                  | Kategorie „Lavička Václava Havla (Karlovy Vary) “ na Wikimedia Commons       | pamětní místo věnované Václavu Havlovi z roku 2015-07-05 připomíná: Václav Havel                                                    | Drobné památky: 62720 Mapy.cz: base&id=1930464  |
| Lavička Václava Havla, Tel Aviv (Q129946010)                             | Tel Aviv , Telavivská univerzita 32°6′56″ s. š., 34°48′18″ v. d.                                   |                                                                              | lavička Václava Havla v Tel Aviv, Izrael, od roku 2015 z roku 2015-10-27                                                            |                                                 |
| Lavička Václava Havla, Pardubice (Q108814476)                            | Polabiny , Stavařov 50°2′52″ s. š., 15°46′11″ v. d.                                                | Kategorie „Lavička Václava Havla (Pardubice) “ na Wikimedia Commons          | lavička Václava Havla, kampus univerzity Pardubice z roku 2015-11-13 připomíná: Václav Havel                                        | Mapy.cz: base&id=2215297                        |
| Lavička Václava Havla, Krásná L9pa (Q130064950)                          | Krásná Lípa k. ú. Krásná Lípa 50°54′46″ s. š., 14°30′26″ v. d.                                     |                                                                              | lavička Václava Havla v Krásná Lípa, Česko, od roku 2015 z roku 2015-11-17                                                          |                                                 |
| Lavička Václava Havla v Liberci (Q114000951)                             | Liberec 50°46′18″ s. š., 15°3′31″ v. d.                                                            | Kategorie „Lavička Václava Havla (Liberec) “ na Wikimedia Commons            | pomník Václava Havla v Liberci z roku 2016-03-08                                                                                    | Mapy.cz: base&id=2059246                        |
| Lavička Václava Havla v Kroměříži (Q106513671)                           | Kroměříž v ulici Velké náměstí 49°17′57″ s. š., 17°23′35″ v. d.                                    | Kategorie „Lavička Václava Havla (Kroměříž) “ na Wikimedia Commons           | lavička v Kroměříži z roku 2016-09-14 připomíná: Václav Havel                                                                       | Mapy.cz: base&id=2080935                        |
| Lavička Václava Havla, Černošice (Q124429660)                            | Černošice k. ú. Černošice 49°57′0″ s. š., 14°18′54″ v. d.                                          | Kategorie „Lavička Václava Havla (Černošice) “ na Wikimedia Commons          | lavička Václava Havla z roku 2016-09-25 připomíná: Václav Havel                                                                     |                                                 |
| Lavička Václava Havla v kampusu univerzity v Ústí nad Labem (Q105002167) | Ústí nad Labem , Kampus UJEP v Ústí nad Labem k. ú. Ústí nad Labem 50°39′55″ s. š., 14°1′26″ v. d. | Kategorie „Lavička Václava Havla (Ústí nad Labem) “ na Wikimedia Commons     | pomník v obci Ústí nad Labem, okrese Ústí nad Labem z roku 2016-10-10 připomíná: Václav Havel                                       | Drobné památky: 42620 Mapy.cz: base&id=2215319  |
| Lavička Václava Havla, Horní Počernice (Q124422820)                      | Horní Počernice k. ú. Horní Počernice 50°7′0″ s. š., 14°37′18″ v. d.                               | Kategorie „Lavička Václava Havla (Horní Počernice) “ na Wikimedia Commons    | lavička Václava Havla z roku 2017-05-18 připomíná: Václav Havel                                                                     |                                                 |
| Lavička Václava Havla, Olomouc (Q130118418)                              | Olomouc , Bývalá tereziánská zbrojnice - Přemyslova kasárna 49°35′44″ s. š., 17°15′36″ v. d.       |                                                                              | lavička Václava Havla v Olomouc, Česko, od roku 2017 z roku 2017-06-17                                                              |                                                 |
| Lavička Václava Havla, Lisabon (Q129946431)                              | Lisabon , Jardim do Príncipe Real 38°42′58″ s. š., 9°8′55″ z. d.                                   |                                                                              | lavička Václava Havla v Lisabon, Portugalsko, od roku 2017 z roku 2017-06-22                                                        |                                                 |
| lavička Václava Havla v Mladé Boleslavi (Q104978185)                     | Mladá Boleslav III , Havelský park k. ú. Mladá Boleslav 50°24′46″ s. š., 14°54′32″ v. d.           | Kategorie „Lavička Václava Havla (Mladá Boleslav) “ na Wikimedia Commons     | dvojice dřevěných židlí u stromku v Havelském parku z roku 2017-09-25 připomíná: Václav Havel                                       | Drobné památky: 38155 Mapy.cz: base&id=2137891  |
| Lavička Václava Havla, Lublaň (Q129949452)                               | Lublaň 46°3′39″ s. š., 14°30′42″ v. d.                                                             |                                                                              | lavička Václava Havla v Lublaň, Slovinsko, od roku 2018 z roku 2018-03-16                                                           |                                                 |
| Lavička Václava Havla, Košice (Q129946959)                               | Košice v ulici Strojárenská 48°43′38″ s. š., 21°15′5″ v. d.                                        |                                                                              | lavička Václava Havla v Košice, Slovensko, od roku 2018 z roku 2018-06-06                                                           |                                                 |
| Lavička Václava Havla, Suchdol, Praha (Q124519939)                       | Suchdol k. ú. Suchdol 50°7′47″ s. š., 14°22′23″ v. d.                                              | Kategorie „Lavička Václava Havla (Suchdol, Praha) “ na Wikimedia Commons     | lavička Václava Havla z roku 2018-09-15 připomíná: Václav Havel                                                                     |                                                 |
| Lavička Václava Havla, Šumperk (Q130118427)                              | Šumperk v ulici 28. října 49°57′43″ s. š., 16°58′40″ v. d.                                         |                                                                              | lavička Václava Havla v Šumperk, Česko, od roku 2018 z roku 2018-10-04                                                              |                                                 |
| Lavička Václava Havla, Ženeva (Q130118428)                               | Ženeva , Jardin des Alpes 46°12′31″ s. š., 6°8′58″ v. d.                                           |                                                                              | lavička Václava Havla v Ženeva, Švýcarsko, od roku 2018 z roku 2018-11-16                                                           |                                                 |
| Lavička Václava Havla v Brně (Q91583837)                                 | Brno-město , Kapucínské zahrady k. ú. Brno-město 49°11′27″ s. š., 16°36′31″ v. d.                  | Kategorie „Lavička Václava Havla (Brno) “ na Wikimedia Commons               | Lavička Václava Havla v Kapucínských zahradách na konci Uličky Václava Havla v Brně z roku 2019-10-05 připomíná: Václav Havel       | Mapy.cz: base&id=2226934                        |
| Lavička Václava Havla, Milán (Q129950296)                                | Milán 45°27′36″ s. š., 9°11′40″ v. d.                                                              |                                                                              | lavička Václava Havla v Milán, Itálie, od roku 2019 z roku 2019-11-13                                                               |                                                 |
| Lavička Václava Havla ve Zlíně (Q105004048)                              | Zlín , Gahurův prospekt k. ú. Zlín 49°13′19″ s. š., 17°39′51″ v. d.                                | Kategorie „Lavička Václava Havla (Zlín) “ na Wikimedia Commons               | lavička či socha z oceli a dřeva v obci Zlín, Česká republika z roku 2019-11-14 připomíná: Václav Havel                             | Drobné památky: 39994 Mapy.cz: base&id=2233732  |
| Lavička Václava Havla v Tišnově (Q111284116)                             | Tišnov , Farská zahrada 49°20′54″ s. š., 16°25′28″ v. d.                                           | Kategorie „Lavička Václava Havla (Tišnov) “ na Wikimedia Commons             | pamětní místo ve Farské zahradě v Tišnově z roku 2019-11-17 připomíná: Václav Havel                                                 | Mapy.cz: base&id=2478593                        |
| Lavička Václava Havla, Brandýs nad Labem (Q124429528)                    | Brandýs nad Labem-Stará Boleslav 50°11′8″ s. š., 14°39′43″ v. d.                                   | Kategorie „Lavička Václava Havla (Brandýs nad Labem) “ na Wikimedia Commons  | lavička Václava Havla z roku 2019-11-17 připomíná: Václav Havel                                                                     |                                                 |
| Lavička Václava Havla, Čeladná (Q130118611)                              | Čeladná k. ú. Čeladná 49°32′41″ s. š., 18°19′59″ v. d.                                             |                                                                              | lavička Václava Havla v Čeladná, Česko, od roku 2019 z roku 2019-11-17                                                              |                                                 |
| Lavička Václava Havla, Bratislava (Q129950227)                           | Bratislava 48°8′23″ s. š., 17°6′39″ v. d.                                                          |                                                                              | lavička Václava Havla v Bratislava, Slovensko, od roku 2020 z roku 2020-07-05 připomíná: Václav Havel                               |                                                 |
| Lavička Václava Havla v Chebu (Q114000929)                               | Cheb 50°4′47″ s. š., 12°22′13″ v. d.                                                               | Kategorie „Lavička Václava Havla (Cheb) “ na Wikimedia Commons               | památník Václava Havla v Chebu z roku 2020-07-27                                                                                    | Mapy.cz: base&id=2266046                        |
| Lavička Václava Havla, Jihlava (Q130118634)                              | Jihlava , Kino Dukla 49°23′52″ s. š., 15°35′10″ v. d.                                              |                                                                              | lavička Václava Havla v Jihlava, Česko, od roku 2020 z roku 2020-08-21                                                              |                                                 |
| Lavička Václava Havla, Lima (Q129947304)                                 | Lima 12°7′15″ j. š., 77°2′39″ z. d.                                                                |                                                                              | lavička Václava Havla v Lima, Peru, od roku 2021 z roku 2021-09-15                                                                  |                                                 |
| Lavička Václava Havla, Čakovice, Praha (Q124399538)                      | Čakovice , Sady Husitské revoluce k. ú. Čakovice 50°9′2″ s. š., 14°31′17″ v. d.                    | Kategorie „Lavička Václava Havla (Čakovice) “ na Wikimedia Commons           | lavička Václava Havla z roku 2021-10-05 připomíná: Václav Havel                                                                     |                                                 |
| Lavička Václava Havla v Bruselu (Q123615720)                             | Brusel , Leopold Quarter 50°50′21″ s. š., 4°22′37″ v. d.                                           |                                                                              | lavička Václava Havla v Brusel, Belgie, od roku 2021 z roku 2021-10-12                                                              |                                                 |
| Lavička Václava Havla, Athény (Q129947604)                               | Athény , Eleftherias Park 37°58′50″ s. š., 23°45′8″ v. d.                                          |                                                                              | lavička Václava Havla v Athény, Řecko, od roku 2021 z roku 2021-11-09 připomíná: Václav Havel                                       |                                                 |
| Lavička Václava Havla, Hirošima (Q129948395)                             | Hirošima , Hirošimská univerzita 34°26′0″ s. š., 132°24′7″ v. d.                                   |                                                                              | lavička Václava Havla v Hirošima, Japonsko, od roku 2021 z roku 2021-12-07                                                          |                                                 |
| Lavička Václava Havla, Jičín (Q130131463)                                | Staré Město 50°26′8″ s. š., 15°21′13″ v. d.                                                        |                                                                              | lavička Václava Havla v Staré Město, Česko, od roku 2021 z roku 2021-12-10                                                          |                                                 |
| lavička prezidenta Havla, Holešov (Q130132349)                           | Holešov v ulici nám. Dr. E. Beneše k. ú. Holešov 49°19′59″ s. š., 17°34′41″ v. d.                  |                                                                              | lavička Václava Havla, pamětní lavička v Holešov, Česko, od roku 2021 z roku 2021-12-19                                             |                                                 |
| Lavička Václava Havla, Bazoches-sur-Guyonne (Q129950343)                 | Bazoches-sur-Guyonne 48°46′14″ s. š., 1°51′8″ v. d.                                                |                                                                              | lavička Václava Havla v Bazoches-sur-Guyonne, Francie, od roku 2022 z roku 2022-06-03                                               |                                                 |
| Lavička Václava Havla v Poděbradech (Q124429638)                         | Poděbrady II v ulici Lázeňský park 50°8′39″ s. š., 15°7′9″ v. d.                                   | Kategorie „Lavička Václava Havla (Poděbrady) “ na Wikimedia Commons          | dvojice sedátek a stolek u stromu poblíž Eliščina pramene v Lázeňském parku v Poděbradech z roku 2022-08-11 připomíná: Václav Havel | Mapy.cz: base&id=2558503                        |
| Lavička Václava Havla, Staré Město, Praha (Q124417982)                   | Staré Město , Smetanovo nábřeží k. ú. Staré Město 50°4′59″ s. š., 14°24′47″ v. d.                  | Kategorie „Lavička Václava Havla (Staré Město, Praha) “ na Wikimedia Commons | lavička Václava Havla z roku 2022-11-17 připomíná: Václav Havel                                                                     |                                                 |
| Lavička Václava Havla, Kutná Hora (Q130131714)                           | Kutná Hora-Vnitřní Město 49°56′56″ s. š., 15°16′2″ v. d.                                           | Kategorie „Lavička Václava Havla (Kutná Hora) “ na Wikimedia Commons         | lavička Václava Havla v Kutná Hora-Vnitřní Město, Česko, od roku 2022 z roku 2022-11-17                                             |                                                 |
| Lavička Václava Havla, Mnichovo Hradiště (Q130131887)                    | Mnichovo Hradiště 50°31′10″ s. š., 14°58′34″ v. d.                                                 |                                                                              | lavička Václava Havla v Mnichovo Hradiště, Česko, od roku 2022 z roku 2022-11-17                                                    |                                                 |
| Lavička Václava Havla, Ostrava (Q130132145)                              | Moravská Ostrava 49°49′53″ s. š., 18°17′35″ v. d.                                                  |                                                                              | lavička Václava Havla v Moravská Ostrava, Česko, od roku 2023 z roku 2023-02-13                                                     |                                                 |
| Lavička Václava Havla, Stodůlky (Q124417879)                             | Stodůlky k. ú. Stodůlky 50°3′7″ s. š., 14°21′8″ v. d.                                              | Kategorie „Lavička Václava Havla (Stodůlky) “ na Wikimedia Commons           | lavička Václava Havla z roku 2023-11-17 připomíná: Václav Havel                                                                     |                                                 |
| Lavička Václava Havla, Paříž (Q129950256)                                | Paříž 48°51′21″ s. š., 2°17′43″ v. d.                                                              |                                                                              | Automatic description is not available z roku 2023-12-20                                                                            |                                                 |
| Lavička Václava Havla, Budislav (Q130132129)                             | Budislav k. ú. Budislav u Litomyšle 49°48′10″ s. š., 16°10′5″ v. d.                                |                                                                              | lavička Václava Havla v Budislav, Česko, od roku 2024 z roku 2024                                                                   |                                                 |
| Lavička Václava Havla, Monako (Q129950395)                               | 43°43′56″ s. š., 7°25′36″ v. d.                                                                    |                                                                              | lavička Václava Havla v Monako, od roku 2024 z roku 2024-05                                                                         |                                                 |